# Вівсянка бурогуза
Вівсянка бурогуза (Emberiza affinis) — вид горобцеподібних птахів родини вівсянкових (Emberizidae).

## Поширення
Вид поширений в Африці від Сенегалу до Судану та Уганди. Його природне середовище проживання — субтропічні та тропічні низинні тропічні ліси, сухі ліси та чагарники.

## Підвиди
- Emberiza affinis subsp. affinis
- Emberiza affinis subsp. nigeriae Bannerman & Bates, 1926
- Emberiza affinis subsp. omoensis Neumann, 1905
- Emberiza affinis subsp. vulpecula Grote, 1921